# Гуйдун
Гуйду́н (кит. упр. 桂东, пиньинь Guìdōng, буквально: «восточная часть уезда Гуйян») — уезд городского округа Чэньчжоу провинции Хунань (КНР).

## История
Во времена империи Сун в 1211 году восточная часть уезда Гуйян была выделена в отдельный уезд Гуйдун.
Во времена империи Цин У Саньгуй, начав в 1673 году своё антиманьчжурское восстание, в 1678 году провозгласил себя императором государства Чжоу. Из-за практики табу на имена, чтобы избежать использования иероглифа «гуй», входившего в личное имя У Саньгуя, уезд Гуйдун был переименован в Янпин (阳平县). После возвращения этих мест под власть империи Цин уезды было в 1679 году возвращено прежнее название.
После образования КНР в 1949 году был создан Специальный район Чэньсянь (郴县专区), и уезд вошёл в его состав. В 1951 году Специальный район Чэньсянь был переименован в Специальный район Чэньчжоу (郴州专区).
В октябре 1952 года Специальный район Чэньчжоу был расформирован, и его административные единицы перешли в состав новой структуры — Сяннаньского административного района (湘南行政区). В 1954 году Сяннаньский административный район был упразднён, и был вновь создан Специальный район Чэньсянь.
В марте 1959 года уезды Жучэн и Гуйдун были объединены в уезд Жугуй (汝桂县).
29 августа 1960 года Специальный район Чэньсянь был вновь переименован в Специальный район Чэньчжоу.
В июле 1961 года уезд Жугуй был вновь разделён на уезды Жучэн и Гуйдун.
В 1970 году Специальный район Чэньчжоу был переименован в Округ Чэньчжоу (郴州地区).
Постановлением Госсовета КНР от 17 декабря 1994 года округ Чэньчжоу был преобразован в городской округ.

## Административное деление
Уезд делится на 7 посёлков и 4 волости.